# Pentasaurus goggai
Pentasaurus goggai — вид терапсид родини Stahleckeriidae, що існував у пізньому тріасі. Рештки терапсиди знайдені у відкладеннях формації Елліот у Південній Африці. Описаний у 2018 році з решток нижньої щелепи, що знайдені у 1870-х роках та зберігалися неописаними у Музеї природознавства у Відні.

## Назва
Родова назва Pentasaurus вказує на іхнотаксон Pentasauropus — скам'янілі сліди, що можуть належати даному виду. Видова назва P. goggai дана на честь південноафриканського палеонтолога Альфреда Брауна на прізвисько «Гогга» (з мови африкаанс означає «помилка»), який відкопав рештки виду.